# Giovanni Bortoluzzi
Pour les articles homonymes, voir Bortoluzzi.
Giovanni Bortoluzzi, né le 3 novembre 2002 à San Daniele del Friuli, est un coureur cycliste italien. Il est membre de l'équipe General Store-Essegibi-F.lli Curia.

## Biographie
Giovanni Bortoluzzi est originaire de San Daniele del Friuli, au nord-est de l'Italie. Chez les espoirs, il porte d'abord les couleurs de l'équipe continentale Work Service-Marchiol-Vega. Il intègre ensuite la Cycling Team Friuli ASD en 2023. Avec cette formation, il se classe cinquième du GP Gorenjska, huitième du Trofeo Piva ou encore dixième de la Ruota d'Oro. Il termine également dans le top dix d'une étape au Tour de Haute-Autriche, au Tour de la Vallée d'Aoste et au Tour du Frioul-Vénétie julienne. Sa saison se conclut par une troisième place sur le Gran Premio Ezio del Rosso, une course d'envergure nationale. 
En 2024, il change de nouveau de maillot en rejoignant la formation General Store-Essegibi-F.lli Curia. Sous ses nouvelles couleurs, il finit neuvième du championnat d'Italie espoirs et dixième du Trofeo Piva. Il obtient par ailleurs une victoire et divers accessits dans des épreuves du calendrier national italien. 
Lors de l'année 2025, il se distingue parmi les professionnels en terminant troisième de la dernière étape du Tour des Abruzzes. À cette occasion, il parvient à régler au sprint un groupe d'une cinquantaine de coureurs, derrière Ivo Oliveira et Sjoerd Bax. Au niveau national, il s'impose sur la Coppa Caduti di Reda. Il se classe aussi troisième de la Coppa San Geo et du Grand Prix San Giuseppe.

## Palmarès et résultats

### Par année
- 2022
  - 2e du Grand Prix de la ville de Montegranaro
- 2023
  - 1re étape de la Carpathian Couriers Race (contre-la-montre par équipes)
  - 3e du Gran Premio Ezio del Rosso
- 2024
  - Gran Premio Store Sulle Strade della Valpolicella
  - 3e de la Coppa San Geo
- 2025
  - Coppa Caduti di Reda
  - Trophée de la ville de Brescia
  - 3e de la Coppa San Geo
  - 3e du Grand Prix San Giuseppe
  - 3e du Grand Prix de la ville d'Empoli

### Classements mondiaux
| Année                                 | 2023  | 2024  |
| ------------------------------------- | ----- | ----- |
| Classement mondial                    | 1724e | 2525e |
| UCI Europe Tour                       | 1120e | 1493e |
|                                       |       |       |
| Légende : nc = non classéSource : UCI |       |       |